# Medghal (huyện)
Huyện Medghal là một huyện thuộc tỉnh Ma'rib, Yemen. Đến thời điểm năm 2003, huyện này có dân số 10654 người